# Bleu verdâtre
Icaricia saepiolus
Ne doit pas être confondu avec Bleu-vert.
Espèce
Le Bleu verdâtre (Icaricia saepiolus) est une espèce nord-américaine de lépidoptères de la famille des Lycaenidae et de la sous-famille des Polyommatinae.

## Systématique
L'espèce Icaricia saepiolus a été décrite par l'entomologiste français Jean-Baptiste Alphonse Dechauffour de Boisduval en 1861, sous le nom initial de Lycaena saepiolus.
Elle a souvent été placée dans des genres différents en fonction des sources, notamment dans les genres Plebejus et Aricia. Son placement actuel dans le genre Icaricia a été confirmé par de récentes études de phylogénétique moléculaire. 

### Synonymes
- Lycaena saepiolus Boisduval, 1852 — protonyme
- Plebejus saepiolus (Boisduval, 1852)
- Aricia saepiolus (Boisduval, 1852)

### Sous-espèces
Selon Funet : 
- Icaricia saepiolus saepiolus (Boisduval, 1852) — Californie.
- Icaricia saepiolus aehaja (Behr, 1867) — Californie.
- Icaricia saepiolus rufescens (Boisduval, 1869) — Californie.
- Icaricia saepiolus hilda (J. & R. Grinnel, 1907) — Californie.
- Icaricia saepiolus insulanus (Blackmore, 1920) — Colombie-Britannique.
- Icaricia saepiolus amica (Edwards, 1863) — Territoires du Nord-Ouest, Dakota du Sud.
- Icaricia saepiolus gertschi (dos Passos, 1938) — Utah.
- Icaricia saepiolus whitmeri (Brown, 1951) — Colorado.
- Icaricia saepiolus albomontanus (Austin & Emmel, 1998) — Californie.
- Icaricia saepiolus littoralis (Emmel, Emmel & Mattoon, 1998) — Californie.
- Icaricia saepiolus aureolus (Emmel, Emmel & Mattoon, 1998) — Californie.
- Icaricia saepiolus maculosus (Austin, 1998)

## Noms vernaculaires
- en français : le Bleu verdâtre[3].
- en anglais : Greenish Blue[3].

## Description
L'imago du Bleu verdâtre est un petit papillon, d'une envergure de 21 mm à 32 mm. Il présente un dimorphisme sexuel : le dessus du mâle est bleu métallique pâle à fine bordure noire, celui de la femelle est marron à reflets bleu, avec aux ailes postérieures une ligne marginale de taches coiffées d'orange,.
Le revers est gris, plus foncé chez la femelle.

## Biologie

### Phénologie
Le Bleu verdâtre vole en une génération, de mai à juillet.

### Plantes-hôtes
Ses plantes-hôtes sont des trèfles : Trifolium longipes, Trifolium monathum et Trifolium wormskioldii.

## Distribution et biotopes
Le Bleu verdâtre est présent en Amérique du Nord : en Alaska, dans une grande partie du Canada (atteignant à l'est la Nouvelle-Écosse), dans tout l'Ouest des États-Unis, notamment les Montagnes Rocheuses et la Californie, dans la région des Grands Lacs et en Nouvelle-Angleterre,,.
Il réside dans les prés humides et les tourbières.